# ایوسیف تر-آزارف

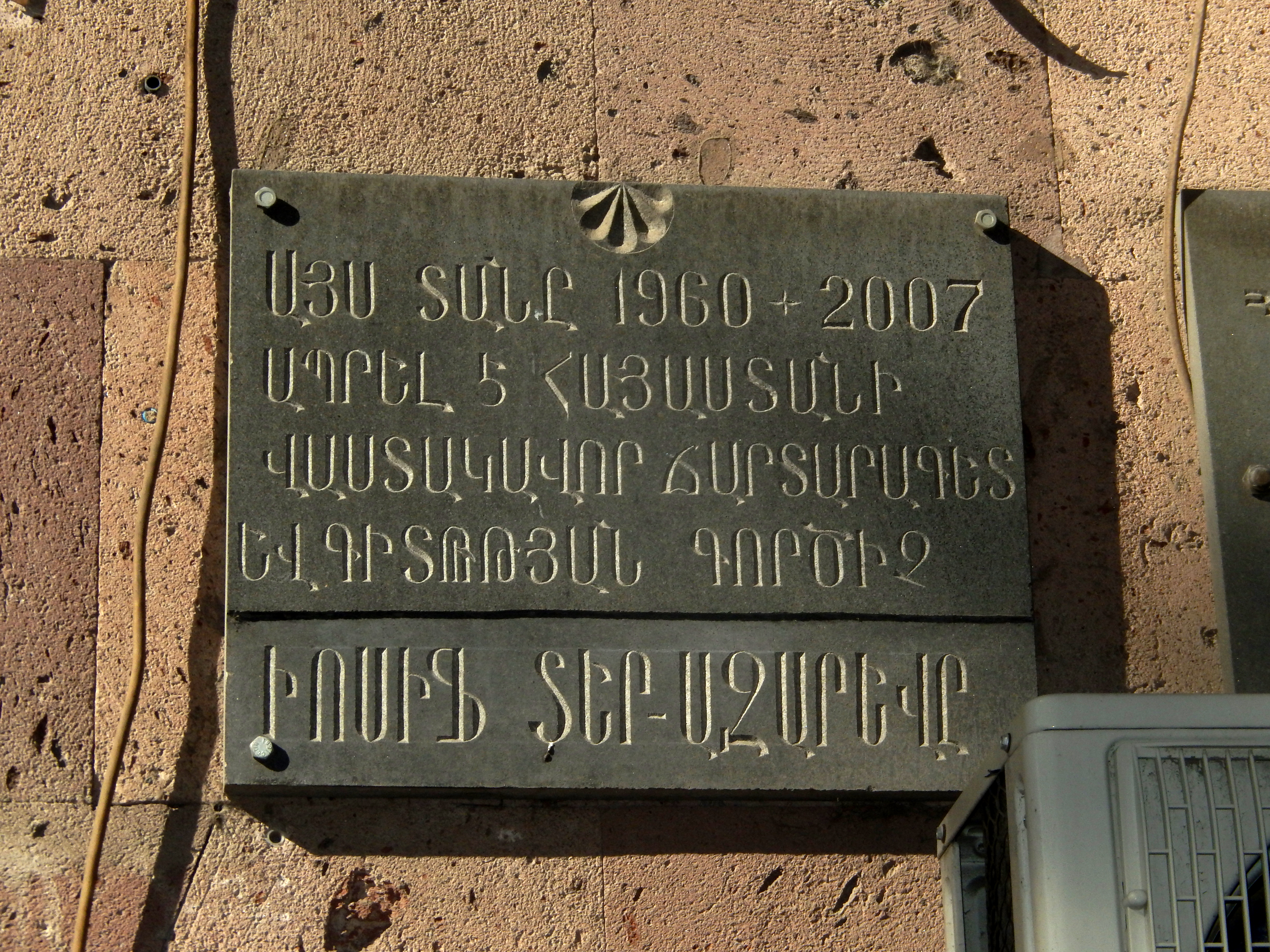

ایوسیف آلکساندری تر-آزارف (تر-آزاریان) (ارمنی: Իոսիֆ Ալեքսանդրի Տեր-Ազարև (Տեր-Ազարյան؛  زادهٔ ۲۰ آوریل ۱۹۲۱ ) یک مهندس مکانیک  اهل ارمنستان است.

## زندگی‌نامه
در ۲۰ آوریل ۱۹۲۱ در گاندزاک به دنیا آمد و از دانشگاه فنی گرجستان فارغ‌التحصیل شد. وی در دانشگاه ملی پلی‌تکنیک ارمنستان فعالیت می‌کرد. وی همچنین برنده مهندس شایسته ارمنستان شوروی (۱۹۶۶) و دانشمند شایسته جمهوری ارمنستان (۲۰۰۴) شده است. 

## یادداشت
1. ↑  տեխնիկական գիտությունների դոկտոր